# Droopy fin limier
Pour plus de détails, voir Fiche technique et Distribution.
Droopy fin limier (Dumb-Hounded) est le 1er court métrage d'animation de la série américaine avec Droopy, réalisé par Tex Avery et sorti le 20 mars 1943.